# Dümmersee
Der Dümmersee, auch Dümmer See geschrieben, ist ein typischer Rinnensee im Westen Mecklenburg-Vorpommerns.
Der See liegt rund 25 Kilometer von der Grenze zu Schleswig-Holstein und etwa 18 Kilometer von Schwerin entfernt zwischen dem Schaalsee und dem Schweriner See. In der Mitte des Sees liegt die Halbinsel Kleiner Werder, die sich vom Westufer erstreckt. Südlich davon befindet sich die Insel Großer Werder.

## Geografie

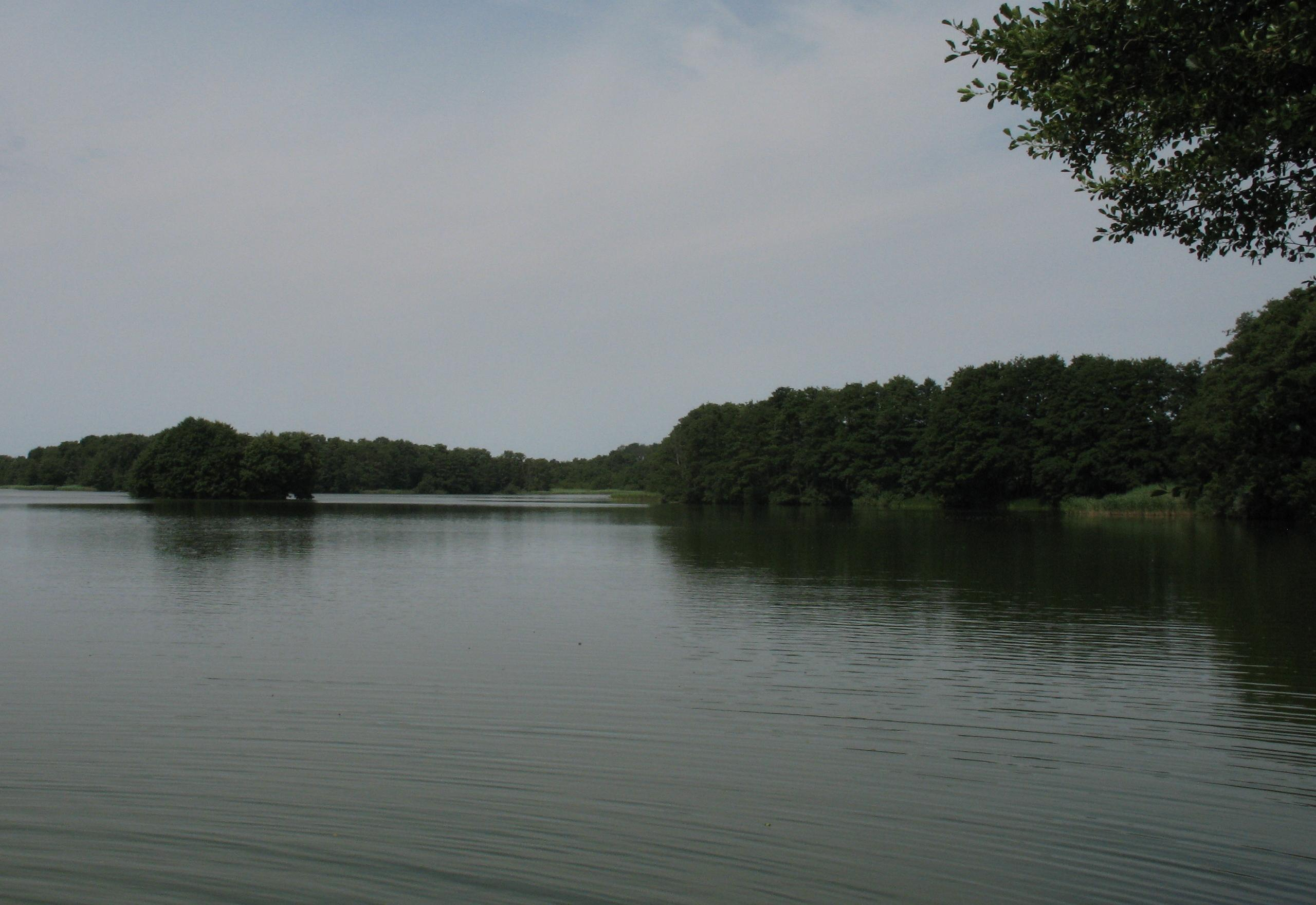
Dümmersee mit Schlossinsel

Der Dümmersee ist in Nord-Süd-Richtung zirka 2,6 Kilometer lang und in Ost-West-Richtung maximal 710 Meter breit. In den Wassergräben nordwestlich des Sees entspringt die Sude, die das Gewässer von Norden nach Osten durchfließt. Die Grenze zwischen den Landkreisen Nordwestmecklenburg und Ludwigslust-Parchim verläuft im nördlichen Teil des Sees in Nord-Südwest-Richtung. Die Anrainergemeinden heißen Perlin und Dümmer. Der Dümmersee liegt im gleichnamigen Landschaftsschutzgebiet L 9, das neben dem See auch Uferbereiche umfasst.
Aus einem ehemaligen Campingplatz am Südwestufer entstand seit 2001 ein Bebauungsgebiet für Ferien- und Wochenendhäusern. Ein Campingplatz befindet sich im Nordwesten des Sees.